# بيدرو إسبينوزا لورينزو
بيدرو إسبينوزا لورينزو (بالإسبانية: Pedro Espinosa Lorenzo)‏ هو عازف بيانو إسباني، ولد في 1934 في غالدار في إسبانيا، وتوفي في 2007 في لاس بالماس دي غران كناريا في إسبانيا بسبب سكتة.